# Бой в проливе Блэкетт
Бой в проливе Блэкетт (яп. ビラ・スタンモーア夜戦 Бира-Сутэнмо:а ясэн, «Ночной бой при Вила-Стенмор»; англ. Battle of Blackett Strait, известный так же как Первый бой в заливе Кула) — ночной бой, состоявшийся с 5 на 6 марта 1943 года между 2 эсминцами японского флота, доставляющими подкрепления на остров Коломбангара в течение кампании на Соломоновых островах (являющейся частью кампании на Тихом океане в период 2-й мировой войны), и американским соединением крейсеров, выполняющим задачу по обстрелу японских позиций на островах.

## Развёртывание
Очередной Токийский экспресс в составе японских эсминцев «Мурасамэ» (флаг, командир капитан 3-го ранга Ёдзи Танэгасима) и «Минэгумо» (капитан 3-го ранга Ёсио Уэсуги) под командованием командира 2-го дивизиона эсминцев капитана 1-го ранга Масао Татибаны вышел с Шортленда 5 марта 1943 года, чтобы доставить продуктовые припасы в Вила-Стенмор, южную оконечность острова Коломбангара. По пути, у юго-восточного побережья острова Бугенвиль, эсминцы обнаружили и потопили пытавшуюся их атаковать подводную лодку Grampus. 5 марта в 23:30 они благополучно прибыли в пункт назначения, выгрузив свой груз на баржи. Когда они начали возвращаться, то наблюдатели «Мурасамэ» заметили на северо-востоке залива Кула белые вспышки, которые оказались вспышками орудий соединения TF68 контр-адмирала Аарона «Tip» Меррилла.
Соединение TF68 состояло из двух групп, предназначавшихся для обстрела и беспокойства японских сил в Вила-Стенмор и Мунда соответственно. 1-я группа под командованием адмирала состояла из 3 легких крейсеров 12-й дивизии крейсеров: «Montpelier» (флаг), «Cleveland» и «Denver» и 3 эсминцев: «Cony», «Conway» и «Waller». 2-я из 4-х эсминцев: «Fletcher», «Radford», «Nicholas» и «O’Bannon», которые в бою не участвовали. Соединение покинуло Эспириту-Санто 4 марта, вечером 5 марта прибыв в район своих целей.

## Бой
Достигнув Вила, соединение Меррилла получило сообщение, что были замечены 2 японских крейсера, покинувших Шортленд. Данные корабли были обнаружены и сопровождались корректировщиком PBY Catalina с Гуадалканала до тех пор, пока японцы не появились в 00:57 на экране радаров Меррилла на расстоянии 13,9 км. Американский адмирал принял решение об открытии огня по обнаруженным целям и уже спустя 4 минуты после получения данных с радара в 01:01 приказал открыть огонь.
Американские крейсеры дали свой первый залп в темноту, не видя цели с расстояния в 9 километров. Спустя одну минуту «Waller» также дал торпедный залп. «Мурасамэ» был накрыт уже первым залпом. В течение минуты 6 полных залпов 152-мм орудий с крейсеров, управляемых радаром вызвали на нём серьёзные повреждения. Затем и торпеды «Waller»’а достигли японского флагмана. Это было первое торпедное попадание американских кораблей на Тихом океана со времен битвы у Баликпапана, исключая атаки торпедных катеров и подводных лодок. Японский эсминец взорвался и затонул в 01:15 в точке с координатами 08°03′ ю. ш. 157°13′ в. д.. 128 человек погибло, 53 моряка, включая командира 2-го дивизиона капитана 1-го ранга Масао Татибану и капитана 3-го ранга Танэгасиму, спаслись и позже достигли берегов близлежащих островов.
В 01:06 огонь крейсеров был перенесен на «Минэгумо». Последний пытался отвечать огнём по вспышкам орудий, одновременно предприняв попытку скрыться, однако получил многочисленные попадания и в конце концов затонул в 01:30 в точке с координатами 08°01′ ю. ш. 157°14′ в. д.. 46 человек, включая командира Уэсуги, погибли в бою. 122 моряка позже достигли японских позиций, ещё два попали в плен к американцам. Сами американцы в этом бою совершенно не пострадали.

## После боя
После потопления 2-х эсминцев, американцы продолжили выполнение своей основной задачи и провели обстрел японского аэродрома в Вила-Стенмор. При этом у американцев был высокий расход снарядов. Так «Montpelier» выпустил около 1800 127-мм и 152-мм снарядов в течение 15-и минутного боя и ещё около 700 при выполнении бомбардировки. В 9 утра американские корабли бросили якорь в Пурвис-Харбор на Тулаги.
7 мая американские минные заградители «Gamble», «Breese» и «Preble» перегородили минами пролив Блэкетт. На следующий день на этих минах подорвались три японских эсминца — «Куросио», «Оясио» и «Кагэро». «Куросио» затонул сразу, а два других были потоплены днём позже во время атаки авиации с базы Хендерсон-Филд.
Хотя этот бой и был боем «в одни ворота» он характеризовал собой несколько важных моментов. Во-первых, американцы продемонстрировали свои явные успехи в совершенствовании использовании радара в ночном бою. Во-вторых, их эсминцам наконец удалось успешно применить своё основное оружие — торпеды. И, в-третьих, бой продемонстрировал, решительность и быстроту действий командиров. Пока американцы не достигли всех этих усовершенствований, они не могли достигнуть тех успехов, что продемонстрировали ранее японцы в бою у Тассафаронга.

## Комментарии
1. ↑  Залив Кула расположен между островами Нью-Джорджия, Арундел и Коломбангара из архипелага Нью-Джорджия.
2. ↑  Ныне этот населённый пункт называется Вила.

### На русском языке
- Пол Стивен Далл. Боевой путь Императорского японского флота = A Battle History of the Imperial Japanese Navy, 1941—1945 / Перевод с английского А.Г. Больных. — Екатеринбург: Сфера, 1997. — 384 с. — (Морские битвы крупным планом).
- Самуэль Элиот Морисон. Американский ВМФ во Второй мировой войне. Борьба за Гуадалканал, август 1942 — февраль 1943 / Перевод с английского А.Г. Больных. — М.: АСТ, 2002. — Т. 5. — 544 с. — (Военно-историческая библиотека). — 5000 экз. — ISBN 5-17-014462-8.
- Самуэль Элиот Морисон. Американский ВМФ во Второй мировой войне. Прорыв барьера у архипелага Бисмарка, июнь 1942 — май 1944. — М.: АСТ, 2003. — Т. 6. — 600 с. — (Военно-историческая библиотека). — 5000 экз. — ISBN 5-7921-0617-7.
- Тамеичи Хара. Одиссея самурая. Командир японского эсминца = Japanese Destroyer Captain / Пер.с англ.: И. Бунича. — СПб.: Облик, 1997.

### На английском языке
- Russell S. Crenshaw. South Pacific Destroyer: The Battle for the Solomons from Savo Island to Vella Gulf. — Annapolis, Md: Naval Institute Press, 1998. — 283 p. — ISBN 1-557-50136-X.
- Andrieu D'Albas. Death of a Navy: Japanese Naval Action in World War II. — 2. — Old Greenwich, CT: Devin-Adair Pub, 1965. — 362 p. — ISBN 0-815-95302-X.
- O'Hara V.[англ.]. The US Navy against the Axis: Surface Combat, 1941—1945. — Annapolis, MD: Naval Institute Press, 2007. — 364 p. — ISBN 1-591-14650-X.
- C. W. Kilpatrick. The Naval Night Battles in the Solomons. — 1. — Pompano Beach, FL: Exposition Press of Florida, 1987. — 315 p. — ISBN 0-682-40333-4.
- Roscoe T.[англ.]. United States Destroyer Operations in World War II. — 9. — Annapolis, MD: Naval Institute Press, 1986. — 585 p. — ISBN 0-870-21726-7.